# Daniel Deronda
Daniel Deronda é um romance de George Eliot, primeiramente publicado em 1876. Foi o último romance que ela completou, e o único que se passa na sociedade vitoriana de seus dias. É uma mistura de sátira e pesquisa moral, juntamente com uma representação simpatizante dos judes proto-sionistas e ideias cabalísticas, e tornou-se uma declaração final polêmica de uma das maiores romancistas vitorianas.
O romance foi adaptado várias vezes para teatro e filme.

## Enredo
O romance Daniel Deronda narra a história do personagem que dá nome ao título do livro e que foi abandonado pela mãe ainda bebê para seguir a carreira de cantora, o que dá origem a uma nova configuração familiar onde um homem vai assumir os papéis que tradicionalmente são atribuídos às mães.
Daniel Deronda, na ausência de sua mãe, foi criado pelo barão Hugo Mallinger, um homem bom, com ótima posição social e que sempre disse ser seu tio.  Sem nunca ter recebido detalhes sobre seu nascimento e embora amasse muito Sir Hugo, Daniel vai em busca da verdade sobre sua origem e identidade. Ao final, Daniel vai descobrir que sua própria mãe o abandonara e o entregara a Sir Hugo, contrariando o modelo comportamental idealizado para as mães vitorianas.
A narrativa de George Eliot em Daniel Deronda mostra mulheres transgressoras dos papéis de gênero atribuídos às mulheres e mães da sociedade inglesa do século XIX, além de discutir a importância das relações de afeto para a construção da identidade de um indivíduo. Para Eliot, assim como expresso em Silas Marner, as relações consanguíneas não são o elemento fundamental para a formação de uma família, mas a construção de laços de afeto que formam a base que legitima as configurações familiares. 